# McDonnell Douglas T-45 Goshawk
McDonnell Douglas (zdaj del Boeinga) T-45 Goshawk – »kragulj« – je palubna in modificirana verzija britanskega trenažerja BAE Systems Hawk. T-45 uporablja Ameriška Mornarica za šolanje palubnih pilotov. 
Ameriška mornarica je v 1970ih iskala zamenjavo za T-2 Buckeye in TA-4. Na razpisu sta bila izbrana British Aerospace in McDonnell Douglas. 

## Specifikacije(T-45A)
Podatki iz The International Directory of Military Aircraft, 2002–2003
Splošne karakteristike
- Posadka: 2 (študent in inštruktor)
- Dolžina: 39 ft 4 in (11,99 m)
- Razpon kril: 30 ft 10 in (9,39 m)
- Višina: 13 ft 5 in (4,08 m)
- Površina kril: 190,1 ft² (17,7 m²)
- Teža praznega letala: 10403 lb (4460 kg)
- Maks. vzletna teža: 14081 lb (6387 kg)
- Pogon letala: 1 × Rolls-Royce Turbomeca F405-RR-401 (Adour) turbofan, 5527 lbf (26 kN)

 Zmogljivost 
- Maks. hitrost: 560 vozlov, (645 mph, 1038 km/h) na višini 8,000 ft
- Doseg: 700 nmi (805 milj, 1288 km)
- Višina leta: 42500 ft (12950 m)
- Hitrost vzpenjanja: 8000 ft/min (40,6 m/s)

Oborožitev

- Po navadi brez oborožitve, 3 nosilci, en pod trupom in dva pod krili

### Avionika
- Smiths Industries, Ltd. AN/USN-2(V) Standard Attitude Heading and Reference System (SAHRS). Kasneje BAE/Marconi AN/ASN-180 Navigation Guidance System (NGS).
- Rockwell Collins AN/ARN-144 VHF Omnidirectional Radio Range / Instrument Landing System (VOR/ILS).
- Honeywell AN/APN-194 Radarski višinomer.
- Northrop Grumman AN/ASN-166 Inercialna navigacija (IGS). Northrop Grumman (prej Litton) LN-100G Laserski žiroskop, Rockwell Collins Global Positioning System (GPS), in Kalman filter.